# Valdejimena
Valdejimena es una localidad del municipio de Horcajo Medianero, en la comarca de la Tierra de Alba, provincia de Salamanca, comunidad autónoma de Castilla y León, España. 

## Geografía
En ella se ubica el Santuario de la Virgen de Valdejimena, el tercero desde los orígenes. Se comenzó a construir en 1683 y fue terminado en 1698, en estilo barroco.

## Demografía
En 2017 Valdejimena contaba con una población de 2 habitantes, de los cuales 1 era hombre y 1 mujer. (INE 2017).
| Gráfica de evolución demográfica de Valdejimena entre 2000 y 2017                        |
|                                                                                          |
| Fuente: Instituto Nacional de Estadística de España - Elaboración gráfica por Wikipedia. |

## Cultura
Las festividades que allí se celebran regularmente son:
- San José, fiesta de la Cofradía.
- Pascua de Pentecostés, ocasión de la gran "Romería de Valdejimena". La Misa de Salud es celebrada, con carácter de "fiesta de vecindario", por los pueblos cercanos al Santuario.
- La Asunción de Ntra. Señora, fiesta de acción de gracias y bendición de la comarca.